# Tove Åman
Tove Kristiina Linnea Åman, född 16 september 1970 i Gamlakarleby, är en finländsk operasångerska (sopran). 
Åman, som har studerat vid Sibelius-Akademin för Anita Välkki (musikmagister 2003), segrade 1993 i sångtävlingen i Kangasniemi och 1999 i sångtävlingen i Villmanstrand. Åren 1995-1997 studerade hon vid Finlands nationaloperas operastudio, och blev 1999 engagerad där som solist. Hon har även framträtt bland annat vid operan i Bryssel; sin debutkonsert höll hon i Helsingfors 2005. 
Åman har kreerat roller i operor av bland andra Wolfgang Amadeus Mozart (Pamina, Grevinnan), Giuseppe Verdi (Ines i Trubaduren), Giacomo Puccini (Mimi), Richard Wagner (bland annat Wellgunde), Georges Bizet (Micaëla), Kaija Saariaho (Clémence i L'Amour de loin) samt Lars Karlsson (Sanna i Rödhamn); i skivinspelningen av Fredrik Pacius Prinsessan av Cypern utförde hon Chryseis parti. År 2007 utförde hon Leonores roll i Kung Karls jakt på Nationaloperan.